# 首都Go-Go
首都Go-Go是美國職業籃球隊，隸屬於華盛頓巫師的NBA G聯盟球隊。總部設在華盛頓特區，在St. Elizabeths East Entertainment and Sports Arena進行主場比賽。這支球隊成為NBA球隊擁有的G聯盟球隊中的第二十三支。

## 外部連結
- 官方網站